# Gamsstock
Der Gamsstock oder Spilauer Stock ist eine Bergspitze auf 2269 m ü. M. im vorderen Schächental im Kanton Uri. Ungefähr einen Kilometer nördlich liegt der Spilauersee. Westlich sind die Gipfel Hagelstock und Hagelstöckli und östlich das Spilauer Grätli.